# 조성기 (1638년)
조성기(1638년 ~ 1689년)는 조선 후기의 학자로 자는 성경(成卿), 호는 졸수재(拙修齋)이며 본관은 임천(林川)이다. 평생 관직에 나가지 않고 학문 연구에 몰두하였다. 아버지는 군수를 지낸 조시형(趙時馨)이고, 어머니는 청송심씨(靑松沈氏)로 참의에 증직된 심정양(沈廷揚)의 딸이다.
어려서 이기일원론과 이기이원론 간의 논쟁에 대해 이기설(理氣說)을 지어 이와 기에 대하여 이와 기는 서로 혼합되어 분리할 수 없음을 주장하였다. 그 뒤 아버지 시형의 권고로 여러번 사마시에 응시하였으나, 병으로 관직에 나가는 것을 단념하고 30년간 학문 연구에 몰두하였다.

## 기타
연암 박지원은 그의 작품 허생전에서 조성기는 적국에 사신으로 보내도 될 재목인데 베잠방이로 늙어 죽었다고 한탄한 바 있다.